# Bromocriptina
La bromocriptina es un derivado de la ergolina clasificado dentro de los agonistas D2 dopaminérgicos  que se usa para el tratamiento de trastornos hipofisarios y la Enfermedad de Parkinson.  Uno de los efectos dopaminérgicos sobre la hipófisis es el antagonismo de la producción de prolactina por los lactotrofos.

## Composición
Como todas las ergotaminas, la bromocriptina es un compuesto heterocíclico; dos grupos peptídicos de su estructura... tripéptido

## Mecanismo de Acción
La bromocriptina actúa estimulando los receptores de dopamina en el cuerpo estriado y hace que disminuya el recambio de dopamina. También provoca una disminución en la liberación y baja la concentración en sangre de la hormona del crecimiento (GH)

## Indicaciones de uso
- Por su efecto Antagonista hormonal:
  - Hiperprolactinemia.
    - Prolactinoma.
    - Galactorrea.
    - Supresión de la lactancia materna.
    - Amenorrea.
    - Infertilidad.

  - Hipogonadismo.
  - Acromegalia.
  - Tumores hipofisiarios.
- Antiparkinsoniano (para la Enfermedad de Parkinson).
- Inmunosupresión en el trasplante de órganos[1]
- Por su efecto dopaminérgico:
  - Adicción a la cocaína, facilitando la superación del síndrome de abstinencia.[2][3]

## Efectos Adversos
De acuerdo con la frecuencia de aparición tenemos los siguientes efectos no deseados en el uso de la bromocriptina:
- Comunes:
  - Vértigo.
  - Mareos.
  - Náuseas.
  - Hipotensión.
- Menos comunes:
  - Estreñimiento.
  - Diarrea.
  - Somnolencia.
  - Xerostomía.
  - Calambres nocturnos.
  - Pérdida de apetito.
  - Lentitud mental.
  - Dolor abdominal.
  - Constipación.
  - Hipersensibilidad al frío de los dedos de las manos y pies.
  - Vómitos.
  - En pacientes con Enfermedad de Parkinson:
    - Confusión.
    - Alucinaciones (visuales, auditivas, kinésicas).
    - Movimientos incontrolables del cuerpo, la cara, lengua, brazos, manos, cabeza y tronco superior.
- Raras
  - Deposiciones negras (melena).
  - Hematemesis.
  - Dolor torácico.
  - Convulsiones.
  - Desmayos.
  - Taquicardia.
  - Cefalea.
  - Diaforesis.
  - Náuseas y vómitos continuos o severos.
  - Nerviosismo.
  - Disnea.
  - Trastornos visuales: visión borrosa, ceguera momentánea, otros.
  - Debilidad súbita.
  - Accidentes vasculares cerebrales.
  - Infarto al miocardio.

## Contraindicaciones
La bromocriptina está contraindicada en los siguientes casos:
- Hipertensión arterial no controlada.
- Hipersensibilidad a los derivados del ergot.
- Pacientes con síndrome de Raynaud.
- Embarazo:
  - Hipertensión inducida por el embarazo.
  - Preeclampsia.
  - Eclampsia.
- Postparto:
  - Enfermedad coronaria.
  - Cardiopatía severa.
- Lactancia.

La bromocriptina puede aumentar el efecto de la levodopa y los antihipertensivos y el consumo de alcohol durante el tratamiento puede causar síndrome de intolerancia.

## Vía de administración
Adultos:
- Oral.

Niños:
- No se recomienda su uso en menores de 15 años.